# Chlidichthys clibanarius
Chlidichthys clibanarius, thường được gọi là cá đạm bì Chainmail, là một loài cá biển thuộc chi Chlidichthys trong họ Cá đạm bì. Loài này được mô tả lần đầu tiên vào năm 2004.
Từ clibanarius trong tên của loài này ám chỉ đến sắc màu sẫm tối trên cơ thể của nó.

## Phân bố và môi trường sống
C. clibanarius phân bố ở phía tây Ấn Độ Dương, và được tìm thấy tại quần đảo Comoro, phía bắc Madagascar và đảo Aldabra. C. clibanarius thường sống xung quanh các rạn san hô ở độ sâu khoảng 18 m trở lại.

## Mô tả
C. clibanarius trưởng thành dài khoảng 4 cm. Thân và đầu của C. clibanarius có màu lục nhạt hoặc vàng cam. Mõm màu đỏ. Mống mắt đỏ tươi hoặc màu cam. Bụng màu lam nhạt hoặc cẩm quỳ. Vây ngực màu đỏ. Vây bụng màu hơi hồng hoặc xanh lá. Vây lưng và vây hậu môn có màu lam xám hoặc nâu ôliu. Đuôi màu xám.
Số ngạnh ở vây lưng: 2; Số vây tia mềm ở vây lưng: 22 - 24; Số ngạnh ở vây hậu môn: 3; Số vây tia mềm ở vây hậu môn: 13 - 14; Số vây tia mềm ở vây bụng: 16 - 18; Số ngạnh ở vây bụng: 1; Số vây tia mềm ở vây bụng: 4.
Thức ăn của C. clibanarius có lẽ là rong tảo và các sinh vật phù du nhỏ.